# おもしろ荘の子どもたち (本)
『おもしろ荘の子どもたち』（おもしろそうのこどもたち、原題: Madicken）は、アストリッド・リンドグレーンによる児童文学である。1960年に出版された。
川のほとりの大きな家には、7歳の少女マディケンが両親と妹のリサベット、お手伝いのアルバと暮らしている。マディケンとリサベットは六月が丘の庭に建つ家でありとあらゆる冒険を楽しみ、考案する。

## 映画化
- 1979年『おもしろ荘の子どもたち』Du är inte klok, Madicken
- 1980年『川のほとりのおもしろ荘』Madicken på Junibacken、1979年に放送されたテレビシリーズの再編集版。

## 日本語訳版
- 『いたずらっ子マディケン』（1971年）、山室静 訳、偕成社
- 『おもしろ荘の子どもたち』（1987年）、石井登志子 訳、イロン・ヴィークランド 絵、岩波書店、ISBN 978-4001150902